# Kiełpiniec
Kiełpiniec [kʲɛu̯ˈpiɲɛt͡s] est un village polonais de la gmina de Sterdyń dans le powiat de Sokołów et dans la voïvodie de Mazovie, au centre-est de la Pologne.
Il est situé à environ 8 kilomètres au nord-est de Sterdyń, 25 kilomètres au nord de Sokołów Podlaski et à 102 kilomètres au nord-est de Varsovie.

La population compte 290 habitants en 2006.